# 义勒力特镇
义勒力特镇，是中华人民共和国内蒙古自治区兴安盟乌兰浩特市下辖的一个乡镇级行政单位。

## 行政区划
义勒力特镇下辖以下地区：
义勒力特嘎查、新艾里嘎查、榆树嘎查、黄家店嘎查、幸福嘎查、西包达力干嘎查、东包达力干嘎查、东白音胡硕嘎查、西白音胡硕嘎查、民生嘎查、太平嘎查、胜利嘎查、合发嘎查、查干嘎查、羊场子嘎查、团结嘎查和民合嘎查。